# Didi Duprat
 (décembre 2020).
Si vous disposez d'ouvrages ou d'articles de référence ou si vous connaissez des sites web de qualité traitant du thème abordé ici, merci de compléter l'article en donnant les références utiles à sa vérifiabilité et en les liant à la section « Notes et références ».
René Didi Duprat, né à Paris le 12 octobre 1926 et mort à Troyes le 8 août 1996, est un guitariste de Jazz manouche français.

## Biographie
Didi Duprat naît à Paris. Enfant, il y apprend à jouer de la mandoline, de la guitare et du banjo. Duprat était gaucher, influencé principalement par Django Reinhardt. Il commence à jouer du jazz Manouche à la guitare, bien que n'étant pas d'origine manouche.
En 1936, il commence à jouer avec l'orchestre de Michel Warlop. En 1943, il travaille avec l'artiste Gus Viseur et joue en 1952 dans l'orchestre de Louis Ferrari. En 1958, il part en tournée avec Yves Montand, puis avec les frères Ferret, Tony Muréna, Juliette Gréco, Dalida et Marlene Dietrich. Il enregistre ses chansons entre les années 1930 et 40.

## Discographie
- La Lichére
- Vent d’Automne
- Various Artists Paris Musette Vol. 1, 2 & 3
- The French Quintet